# Target (1985)
Target is een Amerikaanse thriller uit 1985 onder regie van Arthur Penn.

## Verhaal
Chris Lloyd kan niet goed met zijn saaie vader Walter opschieten. Wanneer zijn moeder wordt ontvoerd tijdens een reis door Europa, verandert zijn vader echter in een man van actie.

## Rolverdeling
| Acteur             | Personage                  |
| ------------------ | -------------------------- |
| Gene Hackman       | Walter Lloyd / Duke Potter |
| Matt Dillon        | Chris Lloyd / Derek Potter |
| Gayle Hunnicutt    | Donna Lloyd                |
| Randy Moore        | Reisgids                   |
| Ilona Grübel       | Carla                      |
| Tomas Hnevsa       | Henke                      |
| Jean-Pol Dubois    | Glasses                    |
| Robert Ground      | Marineofficier             |
| Véronique Guillaud | Secretaresse               |
| Charlotte Bailey   | Receptioniste              |
| James Selby        | Ross                       |
| Ray Fry            | Mason                      |
| Josef Sommer       | Taber                      |